# Kampioenschapsrecord
Een kampioenschapsrecord of toernooirecord is – in een sport waarin records worden bijgehouden – de beste prestatie die ooit op een bepaalde discipline tijdens een specifiek toernooi of kampioenschap is neergezet. Een bekend voorbeeld is het olympisch record, de beste prestatie neergezet tijdens de Olympische Spelen.
Sporten waarin veel kampioenschaps- en toernooirecords worden bijgehouden zijn atletiek, golf en schaatsen.

## Schaatsen
In het langebaanschaatsen worden bij verschillende toernooien kampioenschapsrecords bijgehouden, voorbeelden zijn de Nederlandse kampioenschappen schaatsen bij de mannen en vrouwen, de Nederlandse kampioenschappen schaatsen allround, Nederlandse studentenkampioenschappen, Europese kampioenschappen schaatsen, Wereldkampioenschap schaatsen allround, Wereldkampioenschappen schaatsen sprint en de wereldbeker schaatsen junioren.